# Emblingia calceoliflora
Emblingia calceoliflora F.Muell. è una pianta angiosperma dell'ordine Brassicales. È l'unica specie nota del genere Emblingia F.Muell. e della famiglia Emblingiaceae Airy Shaw.